# Gustav Wulff-Õis
Gustav Wulff-Õis (Gustav Wulff, Gustav Öiis, Gustav Õis, * 20. Dezember 1864jul. / 1. Januar 1865greg. in der Landgemeinde Otepää; † 9. Januar 1946 in Nüpli, Landgemeinde Otepää) war ein estnischer Dichter.

## Leben und Werk
Gustav Wulff erhielt von 1880 bis 1884 am Lehrerseminar in Tartu seine Ausbildung und war von 1885 bis 1892 Lehrer an der Kreisschule von Puhja in der Landgemeinde Elva. Danach war er zwei Jahre lang Hauslehrer in Ambla, ehe er von 1894 bis zu seiner Pensionierung 1937 das Amt des Gemeindesekretärs in Alt-Otepää bekleidete.
Seine ersten dichterischen Versuche stammen aus seiner Zeit im Seminar, wo einer seiner Lehrer Mihkel Veske war. Später stand er unter anderem in engem Kontakt zu Juhan Liiv und hatte auch Umgang mit Karl Eduard Sööt und Eduard Vilde. Wulff übersetzte zahlreiche Dichter aus dem Deutschen und Russischen (u. a. Lermontow, Puschkin, Eichendorff, Geibel, Goethe, Heine und Lenau), schrieb selbst aber schätzungsweise nur 70 Gedichte und publizierte kein einziges Buch. Berühmtheit erlangte er durch ein einziges Gedicht, Õrn ööbik ('Nachtigall zart'), das von seinem Mitstudenten Karl Ramm (1864–1919) vertont zu einem der populärsten Lieder der nationalen Emanzipationsbewegung im 19. Jahrhundert wurde.
Der Bauernhof, auf dem Gustav Wulff-Õis seine letzten Lebensjahre verbrachte, ist heute als Filiale des Estnischen Literaturmuseums ein Heimatmuseum mit einer ständigen Ausstellung zum Leben des Dichters.

## Õrn ööbik
Das vierstrophige Gedicht wurde unter dem Titel Ööpikule (heutige Orthographie Ööbikule, 'An die Nachtigall') erstmals 1883 in der Musikbeilage des Postimees veröffentlicht und ist später unter den beiden ersten Wörtern, Õrn ööbik ('Nachtigall zart'), mit denen eine Nachtigall angesprochen wird, bekannt geworden. In der ersten Strophe wird der Vogel gefragt, wo er sein Lied singen möchte, auf dem Gutshof oder im Wald. Die folgenden drei Strophen sind die Antwort der Nachtigall, die in der zweiten Strophe erklärt, dass sie nicht auf dem Gutshof singen will, weil dessen Grund mit dem Blut der Eltern gedüngt sei. Stattdessen wolle sie vor dem Fenster des Bauernhauses singen. In der dritten Strophe verspricht der Vogel, in der Sommernacht mit seinem Lied die schwere Tagesarbeit vergessen zu lassen. In der vierten und letzten Strophe ist von der Morgendämmerung die Rede, in der die dunkle Nacht verschwindet, das Sklavenjoch fällt und Freiheit für Estland möglich wird.